# François Nell
Pour les articles homonymes, voir Nell.
Pas d'image ? Cliquez ici

a Compétitions nationales et continentales officielles uniquement.

Dernière mise à jour le 15 novembre 2012.
François Nell, né le 11 novembre 1963 est un joueur sud-africain de rugby à XV évoluant au poste de pilier.

## Biographie
Après quatre saisons à Cognac dans l’élite du rugby français, François Nell est recruté par Jacques Fouroux, manager du FC Grenoble alors que le club vient d’être privé du titre de champion de France 1993 à la suite d’une finale polémique après une erreur d’arbitrage.
Pour sa première saison sous les Mammouths de Grenoble, il atteint les demi-finales du championnat de France 1994, défait 22 à 15 par l’ AS Montferrand,.
Après sa carrière sportive, il devient juge de concours de cabris.

## Palmarès
- Championnat de France de première division :
  - Demi-finaliste (1) : 1994